# إنسايو
بلدية إنسايو (بالإسبانية: Encío)‏، هي إحدى بلديات مقاطعة برغش، التي تقع في منطقة قشتالة وليون، والتي تقع في شمال غرب إسبانيا.
يبلغ عدد سكانها 65 نسمة وفقاً لإحصائية سنة (2002).